# Seleção Egípcia de Voleibol Masculino Sub-19
A Seleção Egípcia de Voleibol Masculino Sub-19, também conhecida como Egito Sub-19, é a seleção egípcia de voleibol formada por jogadores com idade inferior a 19 anos. A equipe é mantida pela Federação Egípcia de Voleibol (EBVF) e encontra-se na 8ª posição do ranking mundial da FIVB segundo dados de 4 de setembro de 2024.

## Resultados

### Jogos Olímpicos da Juventude
A Seleção Egípcia Sub-19 nunca participou dos Jogos Olímpicos da Juventude.

### Campeonato Mundial
| Campeonato Mundial Sub-19 | Campeonato Mundial Sub-19 | Campeonato Mundial Sub-19 |
| Ano                       | Sede                      | Classificação             |
| ------------------------- | ------------------------- | ------------------------- |
| 1993                      | Istambul                  | 8º                        |
| 2001                      | Cairo                     | 4º                        |
| 2003                      | Suphanburi                | 9º                        |
| 2005                      | Argel–Orã                 | 9º                        |
| 2007                      | Tijuana–Mexicali          | 16º                       |
| 2009                      | Bassano–Jesolo            | 13º                       |
| 2011                      | Almirante–Bahía Blanca    | 12º                       |
| 2013                      | Tijuana–Mexicali          | 12º                       |
| 2015                      | Corrientes–Resistência    | 20º                       |
| 2017                      | Rifa–Issa                 | 6º                        |
| 2019                      | Tunes                     | 4º                        |
| 2021                      | Teerã                     | 12º                       |
| 2023                      | San Juan                  | 8º                        |
| 2025                      | Tasquente                 | 21º                       |

### Campeonato Africano
| Campeonato Africano Sub-19 | Campeonato Africano Sub-19 | Campeonato Africano Sub-19 |
| Ano                        | Sede                       | Classificação              |
| -------------------------- | -------------------------- | -------------------------- |
| 1994                       | Casablanca                 | Desconhecido               |
| 1997                       | Durban                     | Desconhecido               |
| 1998                       | Radès                      | Desconhecido               |
| 2000                       | Alexandria                 | 3º                         |
| 2002                       | Casablanca                 | 1º                         |
| 2004                       | Durban                     | 1º                         |
| 2006                       | Kelibia                    | 2                          |
| 2008                       | Cairo                      | 2º                         |
| 2010                       | Cidade do Cabo             | 2º                         |
| 2013                       | Sétif                      | 1º                         |
| 2015                       | Kelibia                    | 1º                         |
| 2016                       | Kelibia                    | 2º                         |
| 2020                       | Abuja                      | Desistiu                   |
| 2022                       | El Jadida                  | 2º                         |
| 2024                       | Tunis                      | 2º                         |